# 義大利航空112號班機空難

義大利航空112號班機空難是義大利航空一班來回羅馬-菲烏米奇諾機場到法尔科内－波尔塞里诺機場定期航班。1972年5月5日，義大利航空112號班機於Mount Longa墜毀，造成115名乘客死亡。